# Liegi-Bastogne-Liegi 1984
La Liegi-Bastogne-Liegi 1984, settantesima edizione della corsa, fu disputata il 15 aprile 1984 per un percorso di 246,7 km. Fu vinta dall'irlandese Sean Kelly, al traguardo in 6h47'31" alla media di 36,322 km/h.
Dei 193 ciclisti alla partenza furono in 55 a portare a termine la gara.

## Ordine d'arrivo (Top 10)
| Pos. | Corridore          | Squadra        | Tempo    |
| ---- | ------------------ | -------------- | -------- |
| 1    | Sean Kelly         | Skil-Sem       | 6h47'31" |
| 2    | Phil Anderson      | Panasonic      | s.t.     |
| 3    | Greg LeMond        | Renault-Elf    | s.t.     |
| 4    | Steven Rooks       | Panasonic      | s.t.     |
| 5    | Acácio da Silva    | Malvor         | s.t.     |
| 6    | Marc Madiot        | Renault-Elf    | s.t.     |
| 7    | Claude Criquielion | Splendor       | a 3"     |
| 8    | Laurent Fignon     | Renault-Elf    | s.t.     |
| 9    | Joop Zoetemelk     | Kwantum Hallen | s.t.     |
| 10   | Pascal Jules       | Renault-Elf    | a 1'42"  |